# Homer Jones (polityk)
Homer Raymond Jones (ur. 3 września 1893 w Martinsburg, zm. 26 listopada 1970 w Bremerton) – amerykański polityk, członek Partii Republikańskiej.

## Działalność polityczna
Od 1922 do 1924 zasiadał w radzie miasta, a następnie do 1927 był burmistrzem Charleston, które w 1927 zostało połączone z Bremerton, którego od 1939 do 1941 był burmistrzem. W okresie od 3 stycznia 1947 do 3 stycznia 1949 przez jedną kadencję był przedstawicielem 1. okręgu wyborczego w stanie Waszyngton w Izbie Reprezentantów Stanów Zjednoczonych.